# Midden-Java

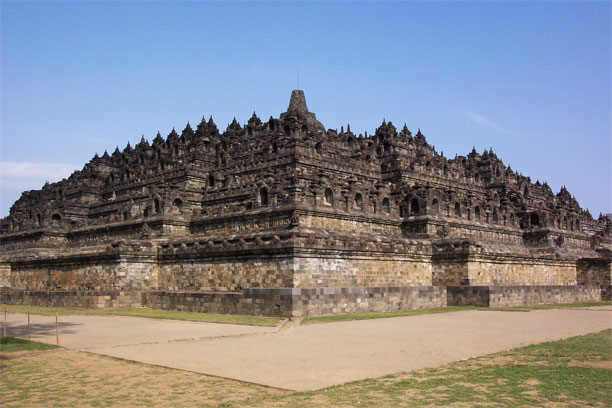
De Borobudur, nabij Magelang

Midden-Java (Indonesisch: Jawa Tengah) of ook wel Centraal-Java is een provincie van Indonesië. Het is gelegen op het eiland Java, tussen de provincies Oost-Java en West-Java. Het inwonertal van Midden-Java is 30.851.144 (2000). Daarmee is Midden-Java naar inwonertal de op twee na grootste provincie van Indonesië.
De hoofdstad is Semarang. Historisch en cultureel gezien maakt Jogjakarta ook onderdeel uit van Midden-Java, maar bestuurlijk gezien is het een aparte provincië.
Enkele andere grote steden in Midden-Java zijn: Surakarta, Purwokerto, Klaten, Magelang en Cilacap.

## Gemeenten
Midden-Java telt 29 regentschappen:
1. Banjarnegara
2. Banyumas
3. Batang
4. Blora
5. Boyolali
6. Brebes
7. Cilacap
8. Demak
9. Grobogan
10. Japara
11. Karanganyar
12. Kebumen
13. Kendal
14. Klaten
15. Kudus
16. Magelang
17. Pati
18. Pekalongan
19. Pemalang
20. Purbalingga
21. Purworejo
22. Rembang
23. Semarang
24. Sragen
25. Sukoharjo
26. Tegal
27. Temanggung
28. Wonogiri
29. Wonosobo

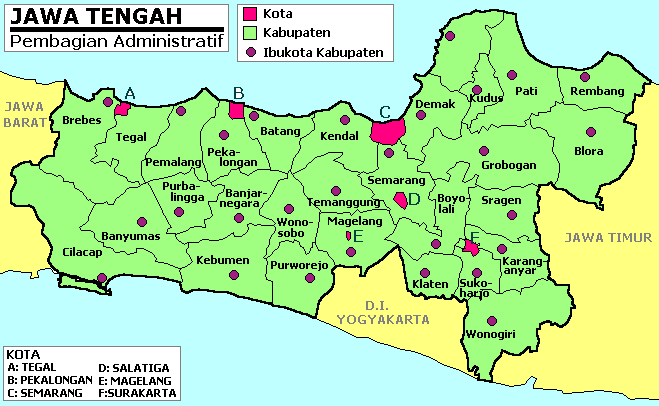
Regentschappen (Indonesisch: kabupaten) in Midden-Java

Daarnaast zijn er nog 6 stadsgemeenten:
1. Magelang
2. Surakarta
3. Salatiga
4. Semarang
5. Pekalongan
6. Tegal

## Toerisme
Midden-Java heeft verscheidene toeristische trekpleisters:
- eilanden Karimunjava
- het Spoorwegmuseum Ambarawa
- de Borobudur (boeddhistische tempel)
- Dieng plateau met vijf tempels
- het Prambanan tempelcomplex (het grootste Hindoe-Javaanse tempelcomplex in Indonesië)